# (241) Germania
(241) Germania est un astéroïde de la ceinture principale découvert par Robert Luther le 12 septembre 1884.